# 奇馬尼馬尼山脈
19°52′00″S 33°6′0″E / 19.86667°S 33.10000°E

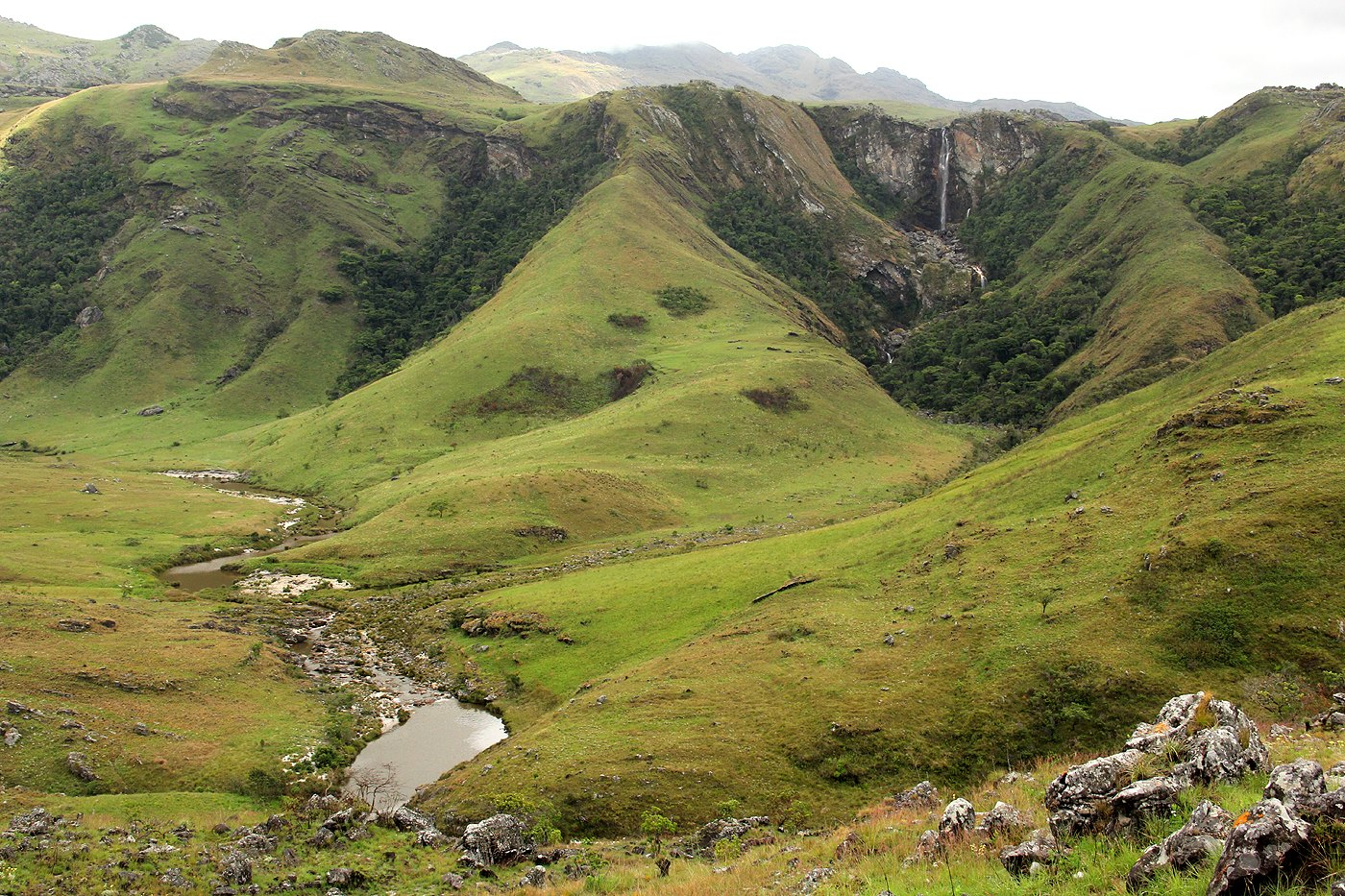

奇馬尼馬尼山脈是莫桑比克的山脈，位於該國西南部，屬於非洲東部高地的一部分，處於該國首都馬普托以北700公里，最高點海拔高度1,413米。